# Ane Inés Landeta
Ane Inés Landeta Urrabaso (Bilbao, Vizcaya, 15 de mayo de 1996) es una actriz, artista visual, animadora, directora de fotografía y cineasta española.
Como cineasta ha trabajado en distintos proyectos, entre ellos el cortometraje Azkena (2024), que ganó el Águila de Oro a Mejor Cortometraje (2024) y el Primer Premio en el Festival La Mirada Tabú (2024).

## Biografía
Ane Inés Landeta nació en Bilbao en 1996. Estudió el grado en bellas artes en la Universidad del País Vasco (2014-2018). Se especializó en fotografía de cine e iluminación en la Escuela de Cine del País Vasco (ECPV). Se ha desarrollado en el ámbito de la animación cinematográftica y la dirección de fotografía.
También se formó en artes escénicas e interpretación en la escuela superior de artes escénicas Ánima Eskola donde cursó los estudios superiores de arte dramático con David Valdelvira, Marina Shimanskaya y Algis Arlauskas, formándose como actriz de método, bajo la metodología Stanislavsky-Vajtángov-M.Chéjov-Meyerhold (método ruso). Allí coincidió con los actores Carmen Climent, Nerea Elizalde, Julen Guerrero y Lorea Lyons, junto con los que estudió. Además se formó en música con Roberto Bienzobas y en danza con Rakel Rodríguez.
En 2013 interpretó Los bajos fondos de Máximo Gorki, una producción dirigida por el director de escena David Valdelvira y escenificada en el Teatro Campos Elíseos, junto a Julen Guerrero, entre otros miembros del reparto.
En 2014 interpretó la obra Sueño de una noche de verano de William Shakespeare, una producción dirigida por el director de escena David Valdelvira y escenificada en el Teatro Campos Elíseos, y con Estela Celdrán como asistente de dirección, junto a Carmen Climent, Nerea Elizalde, Julen Guerrero y Lorea Lyons, entre otros miembros del reparto. La producción tuvo una notable acogida y se escenificó en varias ocasiones entre los años 2014 y 2015. La producción teatral fue premiada con el Premio Buero Vallejo (2015), en la XII edición de los premios.
En el año 2015, interpretó la obra Diálogos Imposibles, una producción dirigida por Marina Shimanskaya y escenificada en el Teatro Campos Elíseos, un montaje basado en las obras La gaviota, El jardín de los cerezos y Las tres hermanas de Antón Chéjov y en la poesía de Gustavo Adolfo Bécquer, junto a Carmen Climent, Nerea Elizalde y Lorea Lyons, entre otros miembros del reparto.
En el año 2016 interpretó la obra Baile de máscaras de Mijaíl Lérmontov, una producción dirigida por el director de escena David Valdelvira y escenificada en el Teatro Campos Elíseos, que se presentó en la semana del festival internacional FETABI (2016).

## Películas
En el año 2016 Landeta codirigió el cortometraje A migas, junto con Lorea Lyons, que fue presentado en la V Edición del Festival de Cine Express Xprest! Aux, organizado por Zinemakumeak Gara. El cortometraje obtuvo el Premio AUX. En el año 2018 codirigió el cortometraje Me quiere, no me quiere(s), junto con Lorea Lyons, que fue presentado en la VII Edición del Festival de Cine Express Xprest! Aux. El proyecto ganó el Premio AUX.
Ha realizado trabajos de fotografía y fotografía de cine. Es parte del grupo de animación cinematográfica HauAzkena Animazio Taldea, coordinado por la animadora Begoña Vicario. Ha participado como animadora en la realización de varios cortometrajes. En el año 2018 participó como animadora en el cortometraje Miraila, con guion de la escritora Miren Amuriza. También en el año 2018 participó como animadora en el cortometraje En la luna, que participó en el Festival Zinebi.

### Azkena(2024)
En el año 2017 Landeta y Lorea Lyons comenzaron a trabajar en el proyecto de cortometraje Azkena, una pieza que versa sobre la maternidad. El proyecto recibió el Premio AUX de Zinebi Express del Festival Zinebi en 2018, el Premio Aukera del Festival Zinebi en 2021 y el Premio Work in Progress del Festival AnimaDeba-Berria en 2021. El proyecto fue elegido por la Asociación de la Industria del Cortometraje (AIC) en el programa nuevos talentos. Asimismo, el proyecto audiovisual fue seleccionado para el Programa Aukera de Zinebi y Zineuskadi, para seguir desarrollando el proyecto audiovisual. Con el programa Aukera, el proyecto logró el apoyo de la directora y productora Izaskun Arandia y en 2022 fue presentado en festivales internacionales, entre otros, en el Festival Internacional de Cine de Annecy.
En 2024 el cortometraje Azkena vio la luz, con dirección y guion de Lyons y Landeta, y con la actriz Ainhoa Larrañaga en el reparto. El cortometraje fue estrenado en la Sección Oficial del Festival Zinebi (2024). El cortometraje compitió, entre otros, en la Sección Oficial del Festival de Cine de Alcalá de Henares (2024), en la Sección Oficial del Aguilar Film Festival (2024), en Festival La Mirada Tabú (2024), en la Sección Oficial del Festival de Málaga (2025) y en la Sección Oficial del D'A – Festival de Cinema de Barcelona (2025).
En total, el cortometraje compitió en más de doce selecciones nacionales e internacionales de distintos países como España, Colombia y Bulgaria. El cortometraje fue galardonado con el Águila de Oro Mejor Cortometraje Premio Crítica Caimán del Aguilar Film Festival en 2024 y el Primer Premio en el Festival La Mirada Tabú en 2024.
En el año 2024 formó parte del Festival Internacional de Cine Zinegoak como miembro del Jurado Oficial del Festival.

## Filmografía

### Cine
- 2024, Cuestión de Confianza (dirección de arte)
- 2024, Azkena (producción y dirección)[61]
- 2021, Instrucciones para caminar por la ciudad, dir. Begoña Vicario
- 2018, En la luna (animación)[26]
- 2018, Miraila (animación)[24]
- 2018, Me quiere, no me quiere(s), dir. Lorea Lyons y Ane Inés Landeta
- 2016, A migas, dir. Lorea Lyons y Ane Inés Landeta
- 2015, Ánima Eskola Bilbao: documentary, dir. Lobke van Eijk (ella misma, estudiante)[62]

### Teatro
| Año  | Obra de teatro               | Director           | Personaje | Notas                                               | Ref.                        |
| ---- | ---------------------------- | ------------------ | --------- | --------------------------------------------------- | --------------------------- |
| 2016 | Baile de máscaras            | David Valdelvira   |           | FETABI / Teatro Campos Elíseos                      | [ 15 ] [ 16 ] [ 17 ] [ 18 ] |
| 2015 | Diálogos Imposibles          | Marina Shimanskaya |           | Teatro Campos Elíseos                               |                             |
| 2014 | Sueño de una noche de verano | David Valdelvira   | Titania   | Teatro Campos Elíseos / Premio Buero Vallejo (2015) | [ 7 ] [ 8 ]                 |
| 2013 | Los bajos fondos             | David Valdelvira   |           | Teatro Campos Elíseos                               |                             |

## Premios y nominaciones

### D'A – Festival de Cinema de Barcelona
| Año  | Categoría                       | Por    | Resultado | Referencias |
| ---- | ------------------------------- | ------ | --------- | ----------- |
| 2025 | Premio del Público Cortometraje | Azkena | Nominada  | [ 50 ]      |

### Festival La Mirada Tabú
| Año  | Categoría     | Por    | Resultado | Referencias |
| ---- | ------------- | ------ | --------- | ----------- |
| 2024 | Primer Premio | Azkena | Ganadora  | [ 55 ]      |

### Aguilar Film Festival
| Año  | Categoría                                              | Por    | Resultado | Referencias |
| ---- | ------------------------------------------------------ | ------ | --------- | ----------- |
| 2024 | Águila de Oro Mejor Cortometraje Premio Crítica Caimán | Azkena | Ganadora  | [ 52 ]      |

### Premios Buero Vallejo
| Año  | Categoría                                       | Por                          | Resultado | Referencias          |
| ---- | ----------------------------------------------- | ---------------------------- | --------- | -------------------- |
| 2015 | Mejor montaje/producción/representación teatral | Sueño de una noche de verano | Ganadores | [ 11 ] [ 12 ] [ 13 ] |

### Otros premios
- Premio Animadeba Work in Progress (2021) por Azkena.[33]
- Premio Aukera y Premio Zineuskadi (2021) por Azkena.[32]
- Premio AUX de Zinebi Express (2018) por Azkena.[30]
- Premio AUX del Festival de Cine Express Xprest! Aux (2018) por Me quiere, no me quiere(s).
- Premio AUX del Festival de Cine Express Xprest! Aux (2016) por A migas.